# Reg (dystrykt)
Powiat Reg – jednostka podziału administracyjnego położona w południowej części prowincji Kandahar, w Afganistanie. 
Powiat graniczy na zachodzie z prowincją Helmand natomiast od północy z powiatami Panjwai i z Daman oraz od wschodu z Shorabak będącymi powiatami tej samej prowincji. Granica południowa przebiega wzdłuż linii Duranda i stanowi granicę państwową z Pakistanem. 
Powiat zamieszkiwany jest przez 7900 (2006) mieszkańców. 
Centrum powiatu stanowi miasto Reg Alaqadari, położone blisko granicy państwowej z Pakistanem.
Okręg rozciąga się w przeważającej swej części na terenach pustynnych i półpustynnych.